# Napad uskraćivanjem resursa
Napadi uskraćivanjem resursa ili DoS napadi (DoS - denial-of-service) oblik su zloćudnih računalnih mrežnih napada pomoću posebno pripremljenih mrežnih paketa. Dijele se u dvije skupine, s obzirom na vrstu poruka odnosno paketa koji su upućeni prema žrtvi.
Prvi je napad iskorištavanja ranjivosti (eng. vulnerability attack). To je aplikacijski napad. Poruke napadač šalje k specifičnoj aplikaciji ili određenom softverskom dijelu sustava koji sadrži neku slabost. Napadač posebno isprojektira poruke radi iskorištavanja slabosti dijela sustava ili aplikacije. Pogođeni sustav dovodi u stanje obustavljanja posluživanja.
Drugi je napad preplavljivanjem (eng. flooding attack). Napadač sustavu šalje velik broj legitimnih poruka. Velika količina zaguši komunikacijski kanal ili zauzme ključne resurse sustava (memorija, procesorski ciklusi, mrežni protok), preoptereti ga i onemogućuje mu normalan rad. Preduvjet za to je da napadačev uređaj mora biti sposoban izroditi broj poruka znatno veći od broja poruka koje napadnuto računalo (obično poslužitelj) može obraditi u ograničenom vremenu. Budući da komercijalni poslužitelji jesu dizajnirani da mogu primiti velik dolazni i odlazni promet, vrlo teško samo jedan napadač iz jednog smjera može preopteretiti uređaj. Zbog toga napadači za tu svrhu pod svoj nadzor uzmu više računala s kojih napadaju ciljano računalo. Druga računala preuzimaju kontrolu probijanjem kroz sustav i krađom administratorskih ovlasti, najčešće pomoću rootkit oruđa. Sa svih otetih računala koje kontroliraju (eng. botnet) poduzmu zbirni napad na sustav s više strana te preopterećuju njegove resurse. I najbolje konstruirane mreže i poslužitelji teško se nose s time. To se naziva raspodijeljeni (distribuirani) napad uskraćivanjem sigurnosti (eng. DDoS, distributed Denial of Service attack). DDoS napadi su učinkovitiji pa je većina DoS napada ove vrste. Druga vrsta raspodijeljenih napada uskraćivanjem resursa je DRDoS napad.
DoS napadi mogu biti ICMP flood, smurf, ping flood, ping of death, SYN flood, UDP flood, teardrop napad, nuke napad, DDoS napad, DRDoS napad, peer-to-peer napad.

## Vanjske poveznice
- FER Vlatka Antončić: Napadi s uskraćivanjem usluge (DoS napadi)
- Hrvatska znanstvena bibliografija Džanko, Igor; Dodig, Ivica; Cafuta, Davor; Kovačević, Renata; Kramberger, Tin: Analiza napada uskraćivanjem usluge u stvarnom okruženju
- FESB Andrija Rebić: 4.3. Zaštita od DoS NAPADA